# Scathophaga amplipennis
Scathophaga amplipennis är en tvåvingeart som först beskrevs av Josef Aloizievitsch Portschinsky 1887.  Scathophaga amplipennis ingår i släktet Scathophaga och familjen kolvflugor. Inga underarter finns listade i Catalogue of Life.